# Economía política

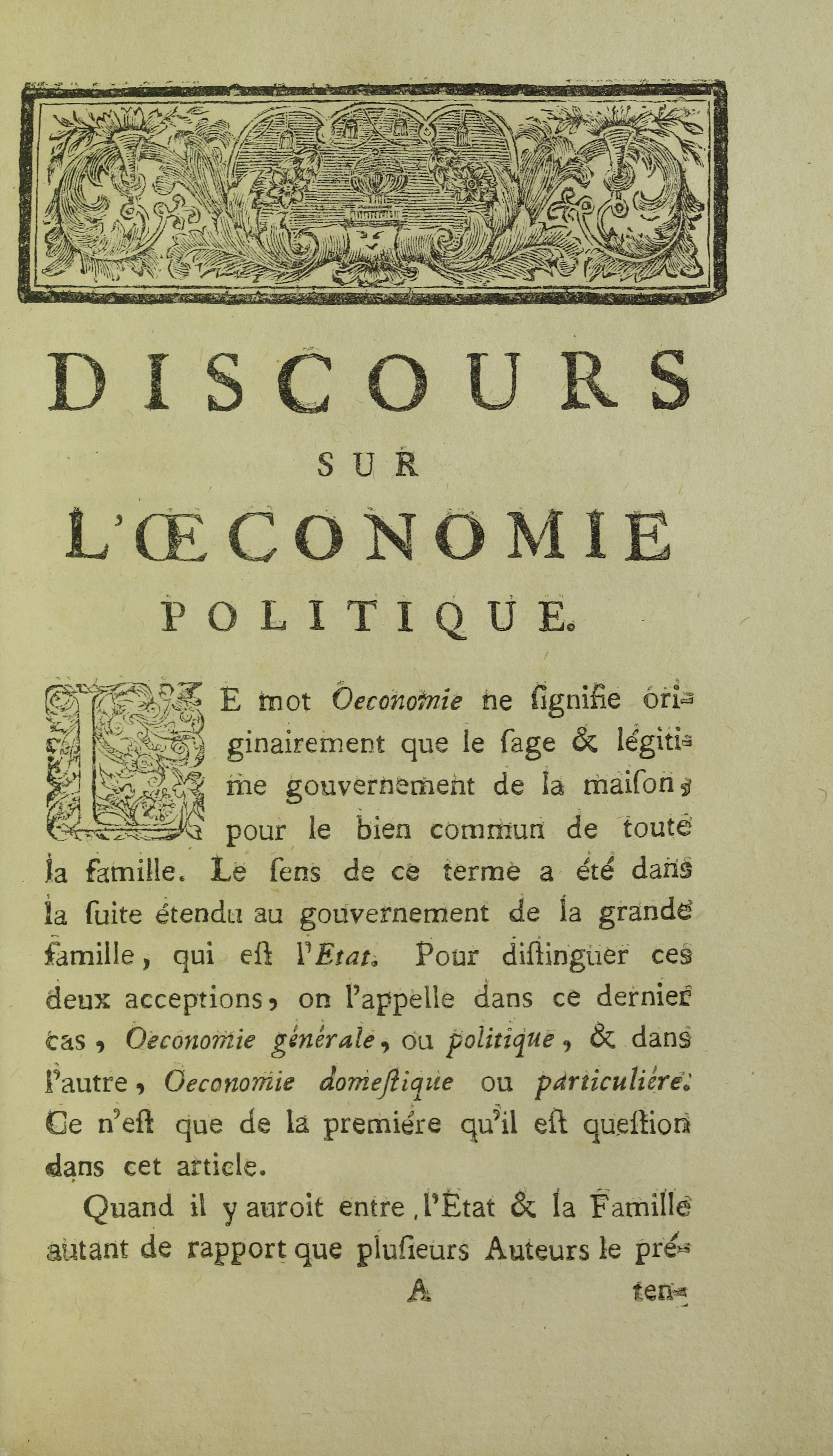
Jean-Jacques Rousseau, Discours sur l'œconomie politique (Discursos sobre la economía política), 1758.

La economía política es el estudio de la producción, la distribución y el consumo de bienes y servicios, combina los principios económicos y las relaciones políticas para poder analizar y comprender como se toman las decisiones económicas en el contexto político y social, teniendo en cuenta las relaciones de poder que las subyacen, así como la ley, las costumbres, el tipo de  administración pública y el papel del Estado.
La economía política es un concepto polisémico, con las siguientes acepciones:
- Ciencia económica
  - Economía política como una periodización de la historia del pensamiento económico.
  - Economía política como campo de estudio de la ciencia económica que estudia la relación entre la economía y la política.
- Doctrinas económicas
  - Economía política como doctrina económica que pretende sostener «política» como adjetivo a la ciencia económica, identificando a la ciencia económica como una disciplina politizada o indisociable de la política. Suele ser sostenida por los economistas heterodoxos.
  - Economía política como una forma de doctrina económica que trata de estudiar la economía como un estudio interdisciplinario que aglomera enfoques de las demás ciencias sociales.
- Escuelas de pensamiento económico
  - Economía política como el análisis de la concepción de las escuelas de pensamiento económico sobre los sistemas económicos.
  - Economía política como el análisis de los paradigmas sobre la distribución y la producción en las escuelas de pensamiento económico, bajo una perspectiva de filosofía política y sistemas económicos.
- Actividad normativa
  - Economía política en el lenguaje común se concibe como la economía normativa.

La economía política surge como un desarrollo temprano de la ciencia económica, un periodo de pre-ciencia de la misma, en la cual se estudiaba como podría funcionar la economía y que lo llevaba a su crecimiento económico, conglomerando elementos de las diferentes ramas de conocimiento de la economía, que luego alcanzarían su desarrollo como disciplina académica. Contando con elementos de estudio propios de lo que constituirían esta disciplina, es decir, la relación entre la economía y la política.
Una literatura de corriente principal desde la década de 1970 se ha expandido más allá de los modelos puramente económicos para examinar cómo las fuerzas políticas afectan la elección de políticas económicas, especialmente en lo que respecta a los conflictos distributivos y las instituciones económicas.

## Economía política comoperiododelpensamiento económico
Como disciplina, la economía política se originó en la filosofía moral en el siglo XVIII para explorar la administración de la riqueza de los Estados. Los primeros trabajos de economía política generalmente se atribuyen a los pensadores británicos Adam Smith, Thomas Malthus y David Ricardo, aunque fueron precedidos por el trabajo de los fisiócratas franceses, como François Quesnay y Anne Robert Jacques Turgot.
A finales del siglo XIX, el término "economía" gradualmente comenzó a separarse de la  "economía política" con el surgimiento de la modelización matemática y los métodos empíricos de la probabilidad y la estadística, que fue gradualmente adoptando cada vez con mayor énfasis. Tal fenómeno epistemológico coincide con la publicación del influyente libro de texto de Alfred Marshall Principios de economía en 1890. Anteriormente, William Stanley Jevons, un proponente de los métodos matemáticos en la economía, abogó para convertir el término en "el nombre reconocido de una ciencia".

## Economía política (campo de la ciencia económica)
La Economía política (EP) o nueva economía política (NEP) es el campo de estudio de la ciencia económica que estudia la relación de la economía con las ciencia política. 
- Microeconomía política: es una parte de la teoría económica en la economía política que estudia el comportamiento económico de los agentes individuales y/o actuando colectivamente, en grupos, tales como los votantes, la administración, partidos políticos y grupos de interés. Los elementos básicos en los que se centra el análisis microeconómico político son la lógica de la acción colectiva, votaciones, competición electoral y ejercicio de poder (social y político).[11]
- Macroeconomía política: es la parte de la teoría económica de la economía política que se encarga de estudiar la política económica. Llegando a estudiar temas como la economía política del desarrollo, economía política del crecimiento, economía política de la desigualdad, la Geoeconomía, el control electoral, la organización de las actividades legislativas, la burocracia pública, la regulación de los servicios, la provisión de bienes públicos y la toma de decisiones en los sistemas políticos.[12]

La nueva economía política (NEP) trata interdisciplinariamente una pluralidad temática: la lógica de la acción colectiva, la economía política del desarrollo, el control electoral, la organización de las actividades legislativas, la burocracia pública, la regulación de los servicios, la provisión de bienes públicos y la toma de decisiones en los sistemas políticos, utilizando la metodología de la economía neoclásica, teniendo en cuenta los actores políticos de forma individual y / o actuando colectivamente, en grupos, tales como los votantes, la administración, partidos políticos y grupos de interés.
La utilización del término nueva economía política fue elegido argumentando que el método en cuestión puede considerarse un heredero, en la ciencia social moderna, de la economía política clásica (de autores tales como Adam Smith, John Stuart Mill y Karl Marx).
La nueva economía política se ve como una economía positiva, que describe el contexto actual, cómo es. Lo antagonista de esto es la economía normativa, que quiere explicar un estado ideal, es decir, cómo debería ser.

## Historia
Estudiosos contemporáneos han atribuido las raíces de la economía política al historiador tunecino del siglo XIV, Ibn Jaldún, quien desarrolló la distinción entre "beneficio" y "sustento" en su obra Muqaddima. La obra Utopía de Tomás Moro, donde describe una organización social ideal, es también considerada un antecedente importante. La expresión «economía política» fue utilizada por primera vez por el francés Antoine de Montchrestien en 1615, y la empleó para estudiar las relaciones de producción, especialmente entre las tres clases de la sociedad francesa de la época. También desarrolló algunos elementos importantes del pensamiento mercantilista posterior, como el concepto de valor de uso y la adquisición de riqueza para promover la estabilidad política. La primera cátedra de economía política  se estableció en 1754 en la Universidad de Nápoles Federico II en Italia. El filósofo Antonio Genovesi fue el primer profesor titular. En 1805 Thomas Malthus se convirtió en el primer profesor de economía política de Inglaterra, en el East India Company College, Hertfordshire.
Los fisiócratas, con su énfasis en el trabajo productivo como fuente de riqueza nacional, fueron los primeros exponentes contemporáneos de la economía política, aunque las respuestas intelectuales de Adam Smith, John Stuart Mill, David Ricardo, Henry George y Karl Marx a los fisiócratas en general han recibido mayor atención. Smith y los economistas clásicos defendieron la teoría del valor-trabajo, según la cual el trabajo es la fuente del valor. Como respuesta, en la década de 1870 surgió la teoría del valor subjetivo, desarrollada de manera independiente por los economistas William Stanley Jevons, Léon Walras y el fundador de la Escuela Austriaca Carl Menger. Esta teoría concibe el valor en términos de la utilidad. Hacia el final del siglo XIX, la expresión economía política fue paulatinamente abandonada por el término economía, inicialmente por quienes buscaban abandonar el estudio de la distribución del ingreso y las relaciones de clase y reemplazarlo por el enfoque matemático, axiomático y no valorativo de la disciplina.
Actualmente, el término economía política se utiliza comúnmente para referirse a estudios interdisciplinarios que se apoyan en la economía, la sociología, la antropología, el derecho y la ciencia política para entender cómo las instituciones y los entornos políticos influyen sobre la conducta de los mercados. Dentro de la ciencia política, el término se refiere principalmente a las teorías liberales, marxistas o de otro tipo que estudian las relaciones entre la economía y el poder político dentro de los estados. La economía política internacional, en cambio, una rama de la economía que analiza el comercio, las finanzas internacionales y las políticas estatales que afectan el intercambio internacional, como las políticas monetarias y fiscales.

## Paradigmas generales de la economía política

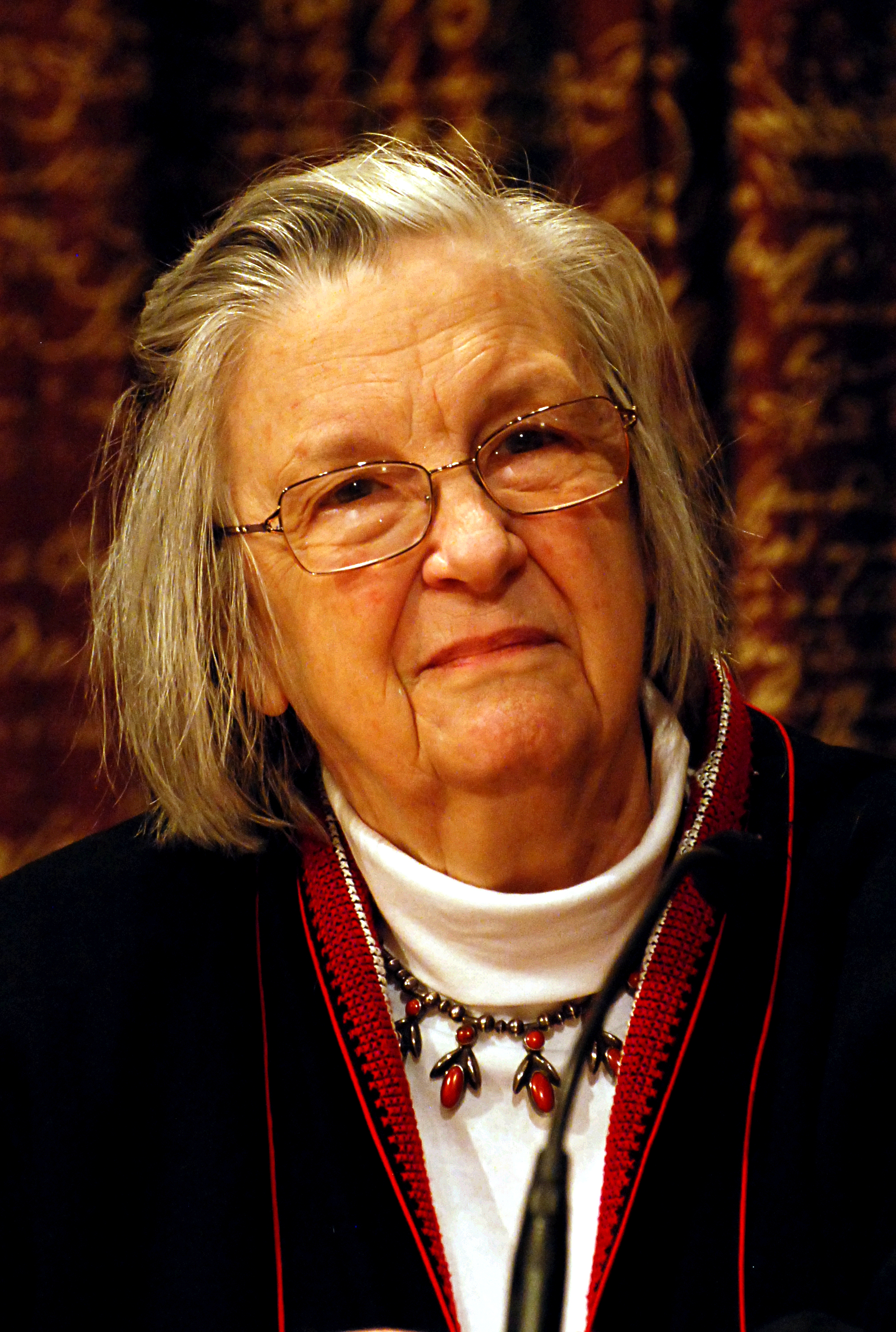
Elinor Ostrom

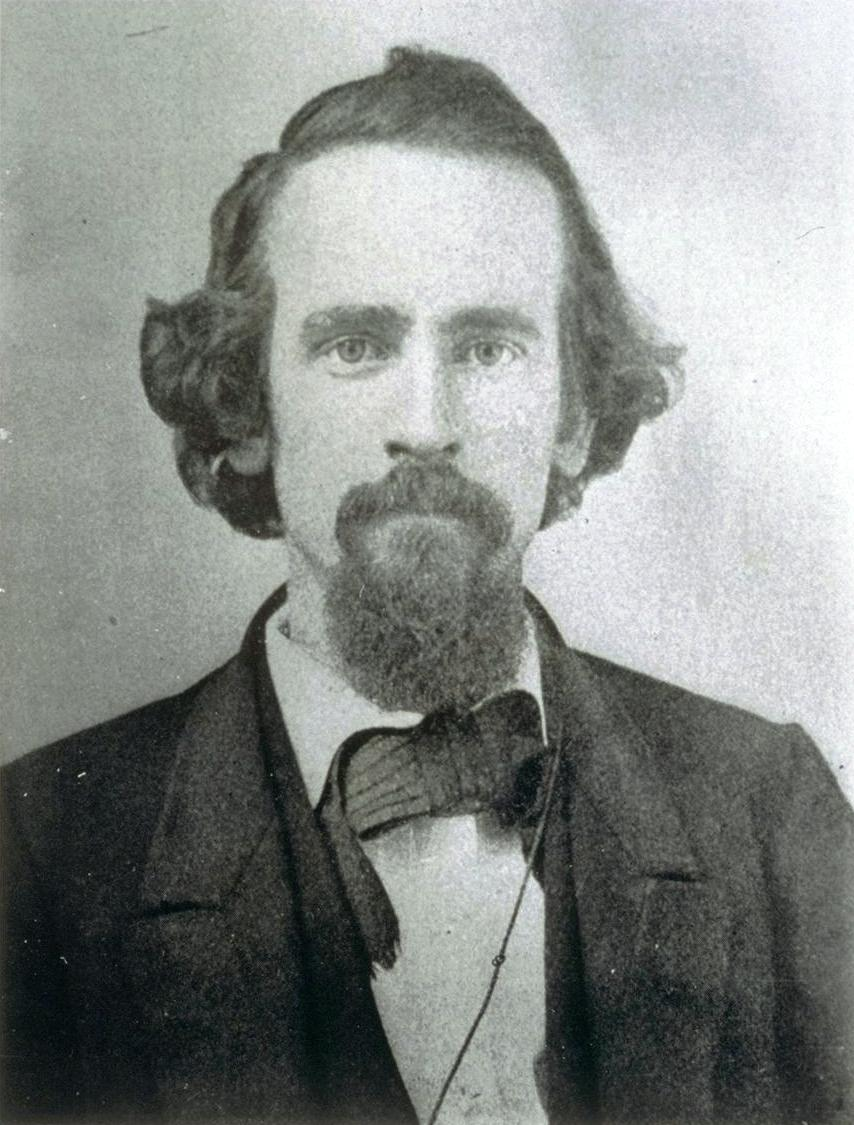
Henry George

Los códigos del Journal of Economic Literature clasifican la economía política en tres subáreas: (1) el papel del gobierno y/o las relaciones de clase y poder en la asignación de recursos para cada tipo de sistema económico; (2) la economía política internacional, que estudia los impactos económicos de las relaciones internacionales; y (3) modelos económicos de procesos políticos y/o de clase. Parte del enfoque actual de la economía política se deriva de la teoría de la elección pública, por un lado, y de la economía política radical, por el otro, ambos consolidados durante los años sesenta.
La teoría de la elección pública es una teoría de microfundamentos que modela las decisiones de votantes, políticos y burócratas a partir de su interés propio, en contraste con una visión, atribuida a los primeros economistas neoclásicos, de los funcionarios gubernamentales como individuos que intentan maximizar una función de bienestar social. Como tal, algunos economistas y politólogos asocian la economía política con enfoques que utilizan supuestos de elección racional, especialmente en la teoría de juegos y el estudio de fenómenos como los fallos del estado y la toma de decisiones complejas. Otros temas "tradicionales" incluyen el análisis de cuestiones de política pública como la regulación económica, el monopolio, la búsqueda de rentas, el proteccionismo, la corrupción y las políticas distributivas. El análisis empírico incluye la influencia de las votaciones en la elección de políticas económicas, los determinantes y modelos de pronóstico de los resultados electorales, los ciclos económicos políticos, la independencia de los bancos centrales y la política de déficits.
Recientemente, se ha centrado la atención en modelar la política económica y las instituciones políticas con respecto a las interacciones entre los agentes económicos y las instituciones. Desde los años noventa, el campo se ha expandido con la ayuda de nuevos conjuntos de datos transnacionales que permiten abordar hipótesis comparativas sobre sistemas e instituciones económicas. Los temas han incluido la desintegración de las naciones, los orígenes y la tasa de cambio de las instituciones políticas en relación con el crecimiento económico, el desarrollo, los mercados financieros y la regulación, la importancia de las instituciones, el atraso, las economías de reforma y transición, la urbanización, el papel de la cultura, la etnicidad y el género en la explicación de los resultados económicos, la política macroeconómica, el medio ambiente, la equidad y la relación de las constituciones con la política económica, teórica y empírica.
Las escuelas de la economía política pueden dividirse también en dos paradigmas: el paradigma de la distribución y el paradigma de la producción. Estos paradigmas pueden estar relacionados, particularmente en los extremos. Las teorías basadas en el paradigma de la distribución discuten fundamentalmente sobre cómo deben distribuirse los costos y beneficios sociales, así como los costos y beneficios del capital. Algunas de estas teorías son anarquismo, liberalismo, conservadurismo, socialismo y comunismo. Las teorías enmarcadas en el paradigma de la producción se preocupan por los fundamentos y las bases sobre las cuales la sociedad decide qué producir y de qué forma. Algunas teorías de este paradigma son el individualismo, el comunitarismo y el colectivismo.

## Conceptos centrales de la economía política
La economía política estudia las relaciones de producción, particularmente aquellas relaciones en torno a la propiedad de los medios de producción. La economía ortodoxa (o del valor subjetivo) se enfoca en los precios y ve la producción y el consumo como «efectos» de estos. En cambio, la economía política ve la actividad económica como el resultado de las necesidades del ser humano, articuladas a una comunidad y a sus determinaciones legales, técnicas, científicas y culturales. La división entre «valor de uso» y «valor de cambio» (distinción establecida con claridad por Karl Marx en El Capital) establece una separación entre lo que hoy es conocido como «valor» y «precio». Desde la perspectiva de la economía política, el «valor» es la expresión del trabajo incorporado a la mercancía y el «precio» es la tasación de ese valor que hace el mercado.
El intercambio privado se produce en el mercado y está basado en un marco legal que valida la propiedad privada. Este sector se denomina sector privado. Cuando el gobierno interviene en la economía de mercado, a través de políticas o de intercambios directos, se denomina sector público.